# Club Atlético San Cristóbal
Il Club Atlético San Cristóbal è stata una società calcistica venezuelana di San Cristóbal, fondata nel 1980 e scioltasi nel 1986.

## Storia
Il club fu fondato nel 1980, e nel 1981 vinse il campionato di seconda divisione, ottenendo la promozione in massima serie guidato dall'uruguaiano Esteban Beracochea. Alla sua stagione d'esordio in Primera División vinse il titolo, con Walter Roque in panchina. Giocò altri tre campionati nel livello più alto del calcio venezuelano, nonché la Coppa Libertadores 1983, durante la quale superò il primo turno e venne eliminato nella seconda fase: incluso nel gruppo 2, finì all'ultimo posto dietro Peñarol e Nacional Montevideo. Nel 1985 disputò il suo ultimo torneo nazionale: nel 1986 si fuse con il Deportivo Táchira per difficoltà economiche, formando l'Unión Atlético Táchira.

## Palmarès

### Competizioni nazionali
- Campionato venezuelano: 1

1982
- Segunda División: 1

1981

### Altri piazzamenti
- Coppa Libertadores:

Semifinalista: 1983